# Hialmar Rendahl
Carl Hialmar Rendahl (nascut a Jönköping el 26 de desembre de 1891 mort a Estocolm el 2 de maig de 1969) va ser un zoòleg, dibuixant i pintor suec. És famós a Suècia per la seva autoria de Fågelboken, el «llibre d'ocells» del qual va vendre 60.000 exemplars.
Rendahl va estudiar a la Universitat de Jönköping, es va graduar el 1910 i es va traslladar a la Universitat d'Estocolm, on va estudiar zoologia, botànica i geografia. Hi va obtenir el títol de llicenciat en filosofia el 1916 i en zoologia el 1918. Després de reeixir el doctorat va ser nomenat professor associat en zoologia 1924. El 1933 fou nomenat professor del Museu Suec d'Història Natural fins a la seva jubilació el 1958.
Va continuar treballant fins a una setmana abans de morir. S'interessava particularment a la fenologia de les aus migratóries de Suècia, la ictiologia i l'herpetologia.
En el seu temps lliure, Rendahl va desenvolupar el seu talent de pintor, amb una producció considerable. El seu art es caracteritza principalment per motius no figuratius i paisatges amb tècniques de tremp d'ou, guaix, aquarel·la, oli i guix.
Obra notable
- Fågelboken - Sveriges fåglar i ord och bild, 1935. (Traducció inoficial del títol: Llibre dels ocells - Els ocells de Suècia amb paraules i imatges)